# IC 541
IC 541 ist ein inexistentes Objekt im Sternbild Hydra südlich des Himmelsäquators im Index-Katalog, welches der US-amerikanische  Astronom Lewis A. Swift am 15. Februar 1890 fälschlich als IC-Objekt beschrieb.